# Laure Thérèse Cros
Laure Thérèse Cros, (también conocida como "reina Laure Thérèse I") (París, 22 de diciembre de 1856 - Issy-les-Moulineaux, 12 de mayo de 1916), era pretendiente al trono del reino de Araucania y Patagonia bajo el nombre de Laura Teresa I, entre 1903 y 1916.

## Biografía
Hija del Dr. Antoine Hippolyte Cros, "duque de Niacalel" (futuro Antonio II), y de su primera esposa, Leonilda Méndez e Texeira dos Santos; Laure Thérèse nació en París, el 22 de diciembre de 1856.
Fue bautizada el 15 de enero de 1857, siendo su padrino el cónsul del Brasil en La Haya. El mismo año su padre recibió el título de doctor en medicina, radicándose en la ciudad de Río de Janeiro, por aquel entonces capital del Imperio de Brasil.
A su llegada a América, la familia se instaló en una antigua casa señorial del barrio de Lapa, cercana al palacio de la duquesa de Cadaval.
Durante su estadía en Río, Laure Thérèse estuvo en contacto con diferentes culturas; se vio conmovida al presenciar el trato brutal recibido por los indígenas. Ella misma descendía, a través de su madre, de Bartira Arco Verde (bautizada con el nombre cristiano de María del Espíritu Santo), indígena brasileña y princesa de los Tabajaras).Laure Thérèse hablaba francés y portugués.

## Retorno a Francia
En 1870 la familia regresa a Francia, instalándose en Asnières. A partir de entonces el Dr. Cros se convierte en miembro, y activo colaborador, de la autoproclamada Reino de la Araucanía y la Patagonia, encabezada por Antoine de Tounens, quien había sido expulsado por los gobiernos de Chile y Argentina al intentar establecer un reino en las tierras patagónicas.
El 14 de noviembre de 1877 Laure Thérèse casó en París con Louis Marie Bernard. Fruto del enlace la pareja tendrá tres hijos, Bernard Etienne (1878 - 1936), Jacques Antoine (1880 - 1952) y Edmund André (1883 - 1942).
El 12 de mayo de 1916, Laure Thérèse Cros falleció en su residencia de Issy-les-Moulineaux, en la Isla de Francia, a la edad de 60 años. La sucesión al inexistente trono recayó en su hijo, Jacques Antoine Bernard, con el nombre de Antonio III siendo su esposa; Suzanne Anne Eugenie Legat.

## Pretendiente al trono del reino de Araucania y Patagonia
El 6 de noviembre de 1903, después de la muerte de Antoine Hippolyte Cros, el "consejo de Estado del Reino de Araucania" se reunió en París, para establecer una nueva sucesión al trono de la Araucanía y la Patagonia y Laure Thérèse Cros fue elegida por el consejo, como "reina de la Araucanía y la Patagonia".
El 24 de diciembre de 1903, en una cena ofrecida en su residencia de París, y ante la presencia de los miembros de su consejo, Laure Thérèse Cros confirmó a su hijo, Jacques Antoine Bernard como "duque de Niacalel" y "sucesor al trono de Araucania".
El 27 de agosto de 1873, el Tribunal Penal de París dictaminó que Antoine de Tounens, el primer rey de Araucanía y Patagonia, no justificó su estado como soberano.
Los pretendientes al trono de la Araucanía y la Patagonia son llamados monarcas y soberanos de la fantasía, «teniendo solo fantasiosas pretensiones de un reino sin existencia legal y sin reconocimiento internacional».
| Predecesor: Antoine Hippolyte Cros | Pretendiente al trono de Araucania y Patagonia 1903 - 1916 | Sucesor: Jacques Antoine Bernard |